# Anne-Laure Casseleux
Anne-Laure Casseleux (* 13. Januar 1984 in Tarare) ist eine ehemalige französische Fußballspielerin.

## Vereinskarriere
Anne-Laure Casseleux spielte als Kind und Jugendliche zunächst bei zwei Amateurvereinen aus Amplepuis und Liergues in ihrer Heimatregion, dem Beaujolais, westlich von Villefranche-sur-Saône. Mit 15 ging sie zum SC Caluire Saint-Clair, der in der Saison 1999/2000 in der ersten Liga Frankreichs antrat. Zu Pflichtspieleinsätzen auf diesem Niveau kam sie aber erst zwei Jahre später, als sie für ihren neuen Klub, den FC Lyon, alle drei Spiele der abschließenden Meisterrunde bestritt. Ebenfalls im Sommer 2002 stand sie mit Lyons Frauschaft im Endspiel des französischen Pokalwettbewerbs, den der FC gegen den FC Toulouse allerdings mit 1:2 verlor.
Anschließend fand die 1,65 m große, üblicherweise auf der rechten Außenbahn eingesetzte Abwehrspielerin Aufnahme im französischen Nachwuchsleistungszentrum INF Clairefontaine und gehörte auch zum Spielerinnenkader von dessen Erstligaelf CNFE Clairefontaine. 2003 wechselte sie zur ASJ Soyaux, was parallel auch ihre internationale Karriere beförderte (siehe unten). Bei den Südwestfranzösinnen bestritt sie in den folgenden beiden Jahren 39 der 44 Begegnungen in der Division 1. Von dort holte sie 2005 der Frauenfußballklub Juvisy FCF, und gleich in ihrer ersten Spielzeit bei den „Franciliennes“ gewann Casseleux die französische Meisterschaft und somit ihren ersten Titel im Erwachsenenbereich. Dadurch kam sie auch im Fraueneuropapokal zu ersten Einsätzen. Wiederholte Verletzungen beeinträchtigten – insbesondere ab 2008 – immer wieder ihre spielerische Entwicklung. Ihre wiederholten Comebackversuche wurden ebenso häufig von erneuten gesundheitlichen Problemen unterbrochen. Aufgrund dieser zahlreichen Blessuren beendete Anne-Laure Casseleux nach einem letzten Europapokalauftritt in der Saison 2010/11 – als ihr Juvisy FCF sogar ins Viertelfinale vordrang – ihre Karriere bereits mit 27 Jahren.

### Stationen
- Stade Amplepuis und Étoile Sportive Liergues (1993–1999)
- Sporting Club Caluire Saint-Clair (1999–2001)
- FC Lyon (2001/02)
- CNFE Clairefontaine (2002/03)
- ASJ Soyaux (2003–2005)
- Juvisy FCF (2005–2011)

## In der Nationalelf
Anne-Laure Casseleux gehörte bereits als Jugendliche zum Stamm der französischen Auswahlmannschaften. Sie nahm an der U-19-Europameisterschaft 2002 in Schweden teil und wurde auch im schließlich mit 1:3 verlorenen Endspiel gegen Deutschlands A-Jugendliche zu Beginn der zweiten Halbzeit eingewechselt. Bei der U-19-EM, die ein Jahr später in der DDR ausgetragen wurde, bestritt sie sämtliche fünf Spiele der Französinnen, stand dabei jeweils von der ersten bis zur letzten Spielminute auf dem Rasen und feierte nach einem 2:0-Finalsieg gegen Norwegen den Gewinn des Europameisterinnentitels. Dabei stand sie in einer Elf mit einer Reihe von Spielerinnen, die ebenfalls in den folgenden Jahren dafür sorgten, dass Frankreichs Frauen sich in der Weltrangliste dauerhaft auf einem vorderen Platz etablieren konnten, so beispielsweise Sarah Bouhaddi, Laure Lepailleur, Ophélie Meilleroux, Amélie Coquet, Gaëtane Thiney, Élise Bussaglia und Élodie Thomis.
Daraufhin ließ Nationaltrainerin Élisabeth Loisel Anne-Laure Casseleux Mitte September 2003 in einem Testspiel gegen Japan debütieren und nahm die 19-Jährige kurzentschlossen in den französischen WM-Kader auf, der anschließend in die USA reiste. Beim dortigen zweiten Gruppenspiel Frankreichs gegen Südkorea, das die Bleues 1:0 gewannen, kam die Außenverteidigerin auch zum Einsatz. Dies war das zweite ihrer insgesamt 28 A-Länderspiele (davon zwölf in ihrer Zeit bei Soyaux und 16 bei Juvisy), in denen ihr kein Treffer gelang. Sie nahm auch an der Frauen-EM 2005 teil, bestritt dort zwar nur das erste Gruppenspiel (3:1-Sieg über Italien), gehörte aber bis in den Herbst 2006 zur französischen Stammformation.
Dann wirkten sich ihre Verletzungsprobleme auch in diesem Kreis aus, so dass Casseleux unter Loisels Nachfolger Bruno Bini, der schon ihr Trainer beim Gewinn der Europameisterschaft 2003 gewesen war, nur noch zu drei A-Länderspielen um den Jahreswechsel 2007/2008 kam, das letzte im März 2008.
Gegen Nationalteams aus deutschsprachigen Ländern hat Anne-Laure Casseleux in ihren viereinhalb Jahren als A-Internationale nur zweimal gespielt, und zwar jeweils gegen Österreich anlässlich der Qualifikation für die Weltmeisterschaft 2007, als Frankreich mit 3:1 und 2:1 gewann, aber als Gruppenzweiter dennoch die Endrundenteilnahme verpasste.

## Palmarès
- Französische Meisterin: 2006 (und Vizemeister 2008, 2010)
- Französische Pokalfinalistin: 2002
- U-19-Europameisterin 2003
- 28 A-Länderspiele